# Église Saint-Pierre de Glabais
L'église Saint-Pierre est une église de style classique située à Glabais, village de la ville belge de Genappe, en province du Brabant wallon.

## Historique
L'église Saint-Pierre dépendait jadis de l'abbaye d'Affligem.
L'édifice actuel résulte de la transformation au XVIIIe siècle d'un édifice du siècle précédent : le chœur, la sacristie basse et le transept datent du milieu du XVIIe siècle tandis que la nef et l'avant-nef ont été construites en 1760, comme l'illustre le cartouche qui orne le fronton.
C'est l'abbaye d'Affligem qui a fait reconstruire la nef en 1760, après avoir reconstruit la cure en 1758.
Si l'église elle-même n'est pas classée, ses orgues, par contre, font l'objet d'un classement depuis le 25 novembre 1971.
|  |

## Architecture

### Architecture extérieure

#### Façade principale et clocher
À l'ouest, l'église présente une façade de briques rouges à soubassement de pierre bleue, rythmée par quatre hauts pilastres en brique supportant un fronton triangulaire à corniches moulurées.
Cette façade est percée d'un portail en pierre bleue aux piédroits moulurés et harpés supportant un linteau chantourné à clé saillante, surmonté d'un puissant larmier.
Ce portail est surmonté d'une grande fenêtre d'orgues dont l'encadrement à crossettes supporte un linteau bombé à clé saillante.
Le sommet de la façade est constitué, comme dit plus haut, d'un fronton triangulaire agrémenté d'un cartouche arborant le millésime « 1760 ».
Dominant la façade, un clocher ardoisé de plan carré percé sur chaque face de deux baies campanaires à abat-sons supporte une flèche octogonale également couverte d'ardoises.
|  |  |  |  |

#### Façades latérales et transept

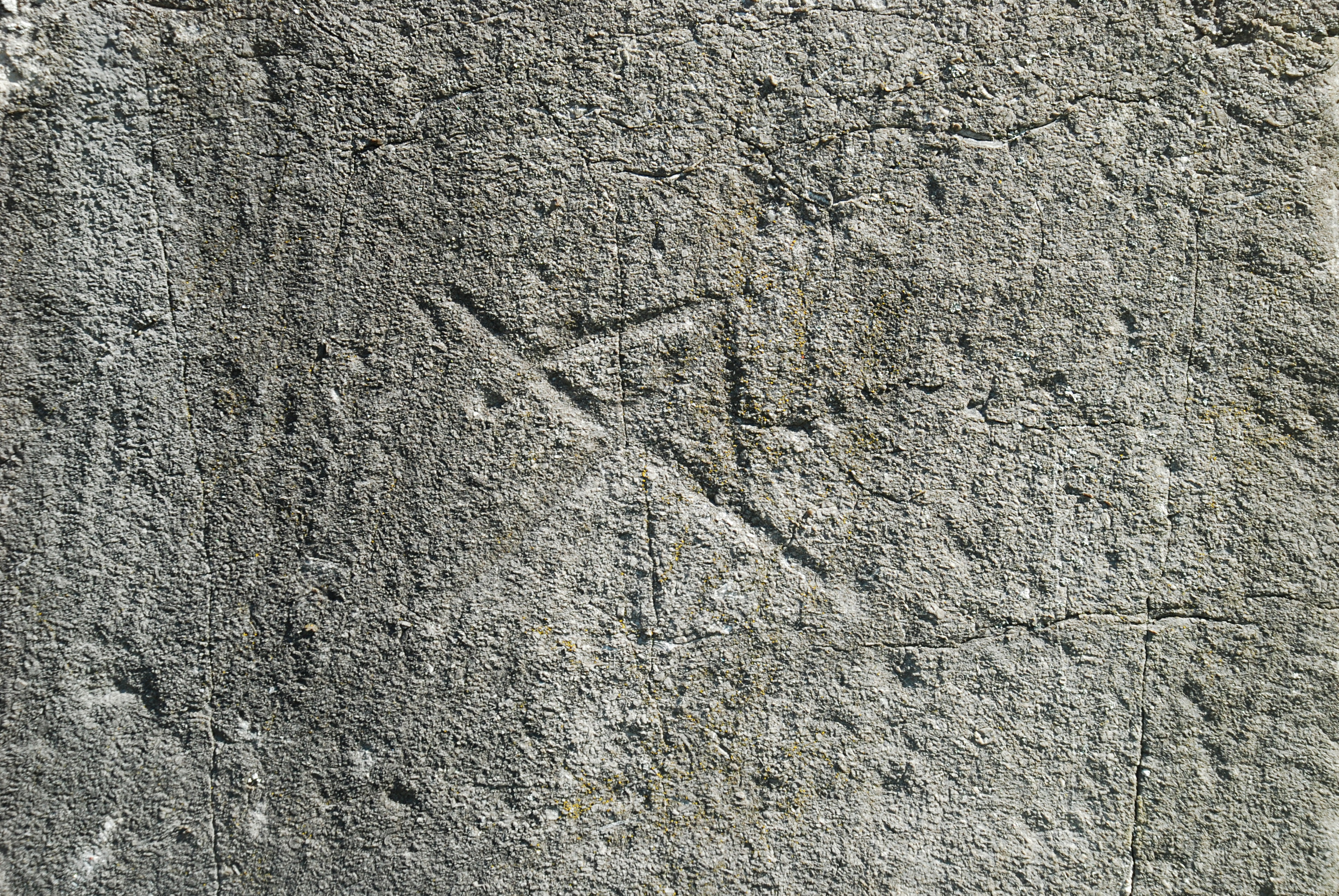
Marque de tâcheron.

Les façades de la courte nef de deux travées sont percées de fenêtres à encadrement rectangulaire de pierre bleue et arc surbaissé à clé saillante. On remarque sur sa façade sud deux petites baies étroites affectant la forme de meurtrières.
Le transept du XVIIe siècle, fortement altéré au sud, ne présente son aspect original qu'au niveau du croisillon nord, percé d'une élégante fenêtre dont les piédroits biseautés à triple harpe portent un arc à intrados surbaissé et extrados cintré. Le croisillon sud montre de lourdes traces de réfection : sa fenêtre a perdu son encadrement de pierre dans sa partie supérieure, l'arc étant remplacé par un simple arc surbaissé réalisé en briques.
Le soubassement du croisillon, réalisé en moellons de grès, présente à un des angles un chaînage en pierre bleue dont certains blocs portent une marque de tâcheron.
|  |  |  |  |

#### Chevet

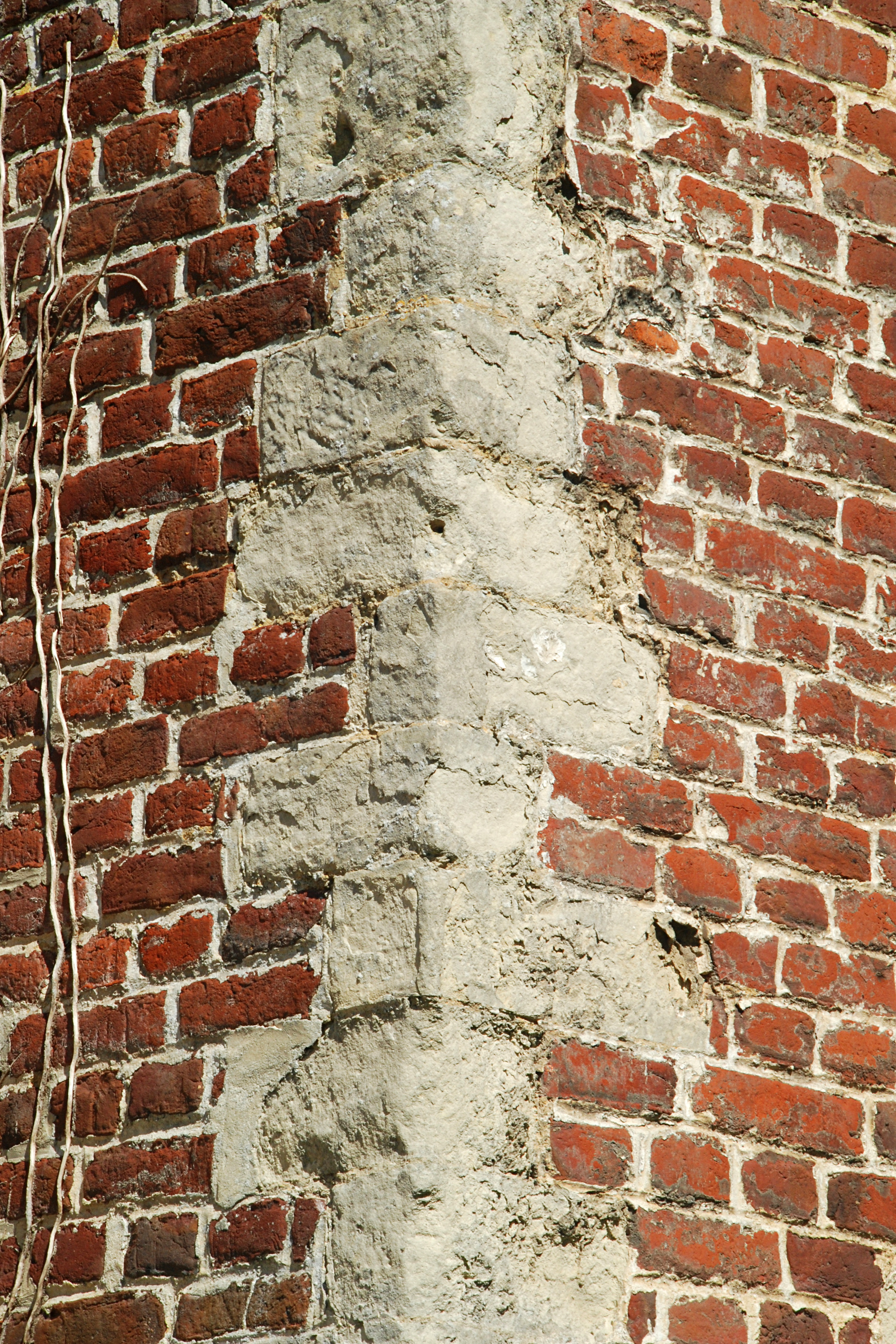
Chaînage d'angle de pierre blanche.

L'église se termine par un chevet plat, prolongé par une sacristie basse, tous deux du XVIIe siècle.
La maçonnerie du chevet est constituée sur une hauteur d'environ deux mètres d'un mélange de moellons de grès et de grès ferrugineux, la partie haute de la façade étant édifiée en briques rouges et percée de fenêtres à arc surbaissé.
Le pignon de la nef est soutenu par des contreforts aux chaînages d'angle de pierre blanche contrastant avec la brique rouge.
La sacristie, quant à elle, est entièrement édifiée en moellons de grès et de grès ferrugineux.
|  |  |

### Architecture intérieure

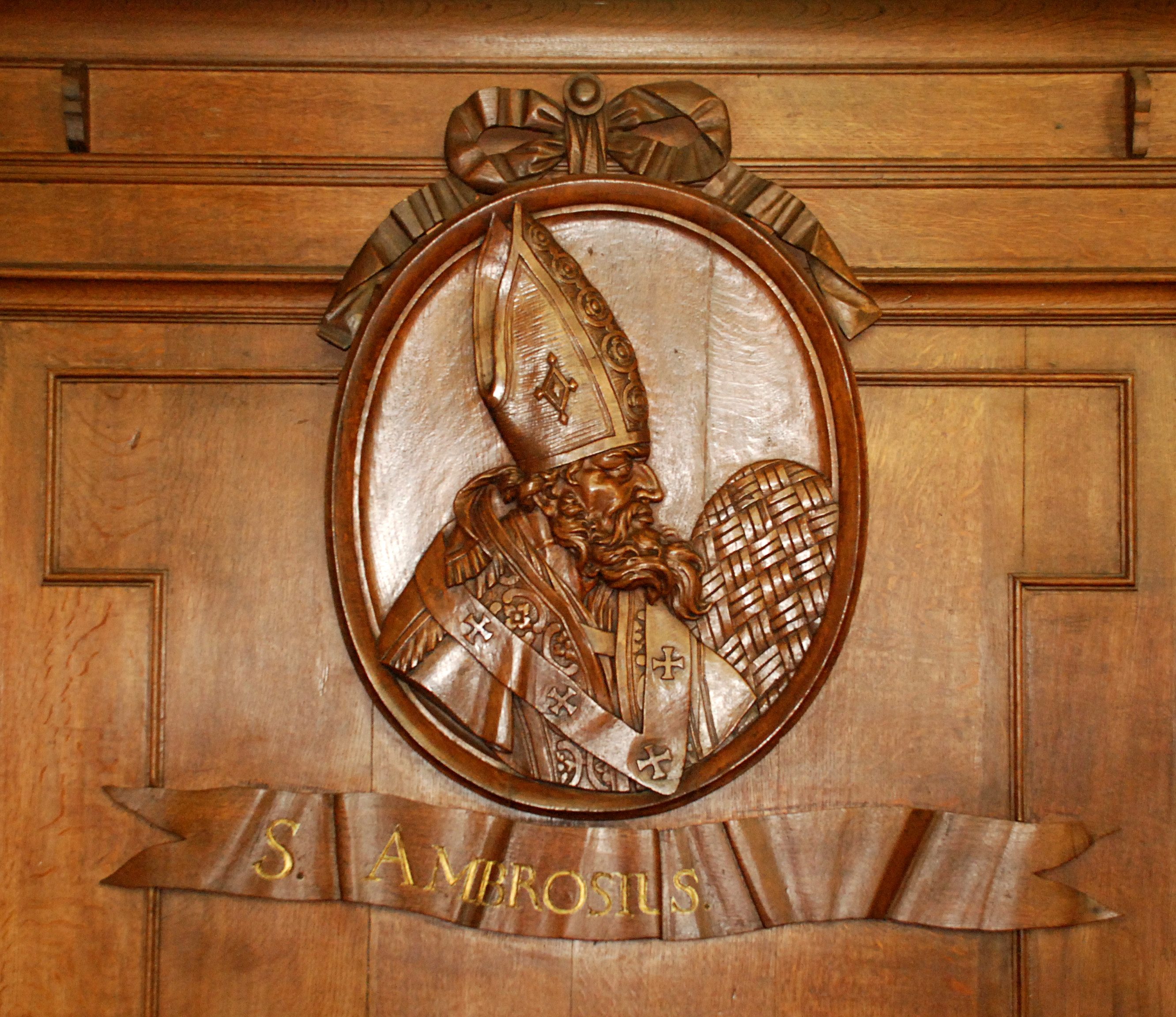
Portrait de saint Ambroise sur les lambris.

À l'intérieur, l'église comporte une nef unique, deux croisillons et un chœur rectangulaire.
Le chœur contient un bel autel en bois, daté des environs de 1760, flanqué de colonnes et de pilastres en bois aux chapiteaux dorés supportant un arc cintré.
Les côtés du chœur sont couverts de lambris de la même époque que l'autel, ornés de médaillons ovales ornés de portraits de saints (comme le portrait de saint Ambroise).
La nef abrite une belle chaire, des fonts baptismaux et un orgue (classé depuis 1971). 
Ses fenêtres sont ornées de vitraux réalisés  en 1988 par le maître-verrier canadien Willy Yvon Charlier sur des cartons du curé E. Stevens,.
|  |  |  |

## Environs

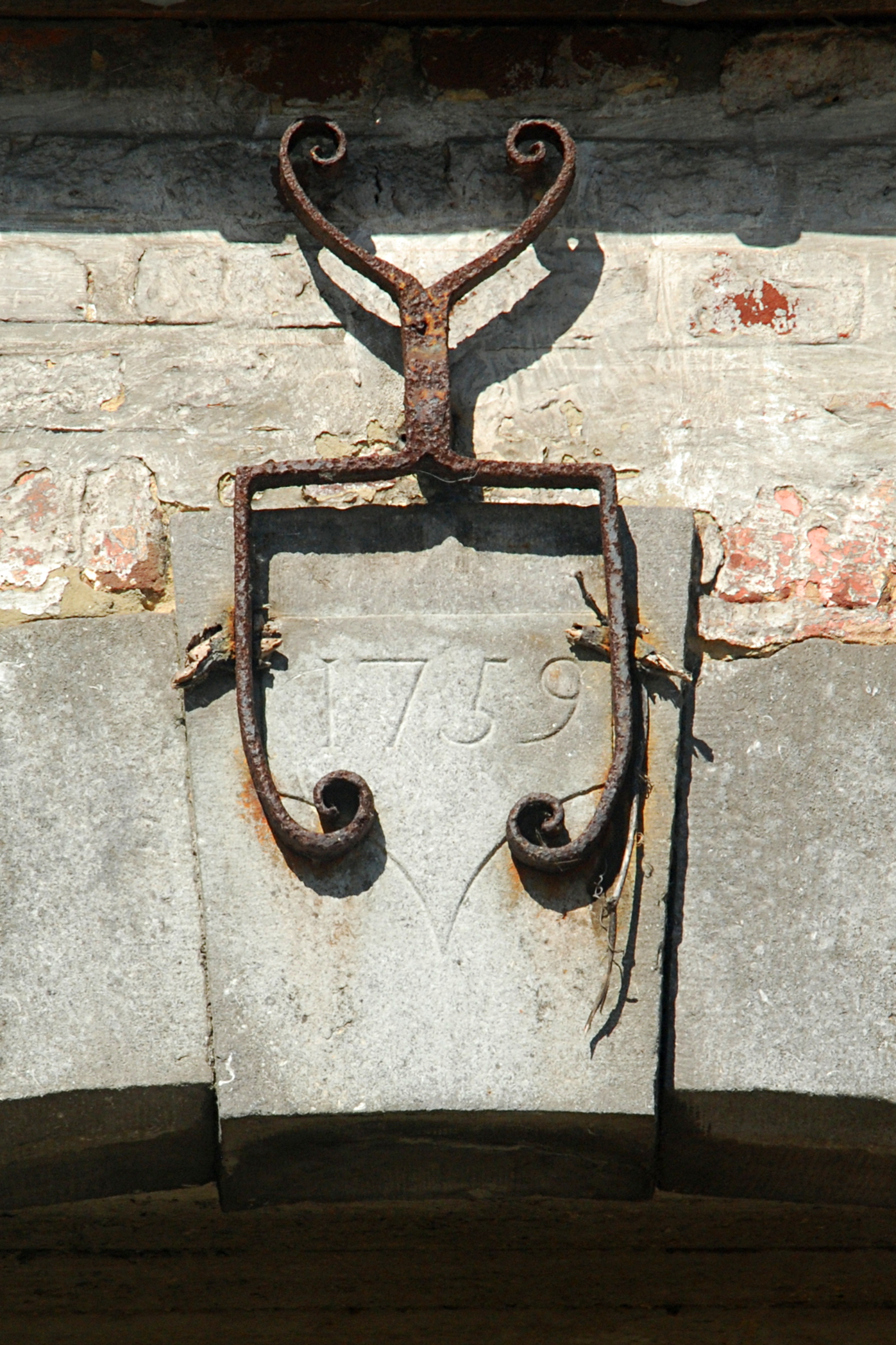
Le millésime 1759
du portail de la cure.

Dans l'enceinte de l'ancien cimetière, face au chevet, se dresse une réplique de la grotte de Lourdes construite en 1932 par Gustave Francotte.
Au nord de l'église, la cure, datée de 1758 par le chronogramme ornant le linteau de la porte, est précédée d'un mur d'enceinte dont le portail est daté de 1759 par le millésime ornant sa clé d'arc. 
|  |  |